# Defenders of Wildlife
Defenders of Wildlife — некоммерческая (освобожденная от уплаты налогов, согласно законодательству США) природоохранная организация, базирующаяся на территории США. Миссия — защита всех «родных» для Северной Америки видов растений и животных в их естественной среде обитания.

## Общая информация
Организация Defenders of Wildlife была основана в 1947 году и стала одной из крупнейших природоохранных организаций США. Её целями являются сохранение диких видов животных и растений, защита их естественной среды обитания и поддержание биоразнообразия. Подход организации к работе основан на трёх принципах:
1. Действуя на уровне штатов и местных сообществ, организация инициирует, поддерживает и развивает конкретные природоохранные проекты, направленные на защиту ключевых видов животных и растений непосредственно в местах их обитания.
2. Defenders of Wildlife взаимодействует со структурами, определяющими политику отдельных штатов и федеральную и международную политику США, стремясь влиять на неё и на местное, а также федеральное законодательство таким образом, чтобы обеспечить охрану диких животных и их среды обитания.
3. Организация воздействует на политику штатов и государства в целом через суды, инициируя и ведя судебные тяжбы с целью защитить дикие виды животных и растений, их среду обитания от экологически неграмотных политик государства и/или частных компаний.

## Цели организации
Цель организации Defenders of Wildlife — охрана биоразнообразия Северной Америки, то есть защита всех видов, которые находятся под угрозой, включая растения и опылителей, а также высших хищников, и их среды обитания. Организация считает, что сохранение отдельных видов невозможно без охраны и сохранения всего биоразнообразия в их естественной среде обитания. Для достижения наилучших результатов в сохранении дикой природы необходимы транснациональные системы охраняемых земель, включая заповедные реки и участки прибрежных морских вод, которые охватывают ключевые места обитания находящихся в опасности животных и растений.

## Дочерние организации
У Defenders of Wildlife есть также дочерняя (или, как указано в английской Википедии, сестринская) организация, называющаяся Defenders of Wildlife Action Fund, которая специализируется на лоббировании природоохранного законодательства и прямом воздействии на принимаемые государством и штатами законы.

### Противостояния с известными деятелями
В 2009 году Defenders of Wildlife запустила новую медиа-кампанию под названием "Eye on Palin" («Следите за Сарой Пэйлин»). Она была призвана привлечь внимание к "ужасающе неэкологичной" политике Сары Пэйлин, тогдашней губернатора Аляски, в частности, к ее "охоте на аляскинских волков с вертолета", которую Defenders of Wildlife считала неправильной. В ответ, Сара Пэйлин назвала организацию "экологическими экстремистами" и обвинила их в "искажении правды ради заработка за счет невинных американцев".
Кроме того, Defenders of Wildlife подала в суд на федеральное правительство, заявляя, что международная политика не соответствует закону об охране находящихся в опасности видов (англ. Endangered Species Act). Это дело стало известно как "Лухан против Defenders of Wildlife" (англ. Lujan v. Defenders of Wildlife). Однако Верховный суд США вынес решение в пользу правительства, установив, что предъявленные Defenders of Wildlife основания для иска были недостаточными.

## Награды
Defenders of Wildlife признана одной из лучших природоохранных некоммерческих организаций с точки зрения журнала Reader’s Digest (2006).